# Punctacteon fabreanus
Punctacteon fabreanus is een slakkensoort uit de familie van de Acteonidae. De wetenschappelijke naam van de soort is voor het eerst geldig gepubliceerd in 1874 door Crosse.